# Medinet Habu
Medinet Habu a thébai nekropolisz déli végében helyezkedik el, egyszerre templomegyüttes és templomok együttese, mivel ezen a 210×315 méter hosszú, vastag fallal körülvett területen számos, különböző korokban épült kisebb kápolna és templom található III. Ramszesz fő templomán kívül.
A terület ősi kultuszközpont, fő templomát a káoszból kiemelkedő ősdombbal azonosították, amelyben  a világ keletkezése előtti isteni alakokat a hermopoliszi Ogdoádot is tisztelték. Hatsepszut és III. Thotmesz itt emeltetett templomot Ámon tiszteletére, majd e mellé építtette halotti templomát és királyi palotáját III. Ramszesz, az újbirodalom végén pedig a jól védhető templomkörzet fontos közigazgatási központ lett. A település egészen az  i. sz. 9. századig lakott maradt, épületei viszonylag jó állapotban vészelték át az évezredeket, dekorációin még ma is láthatóak az eredeti csodálatos színek. A régészek 1924 óta folyamatosan dolgoznak a terület feltárásán, a templomok falainak 7000 m²–t meghaladó feliratainak és díszítéseinek feldolgozásán, ezért máig az egyik legjobban dokumentált egyiptomi műemlék.

## A főkapu

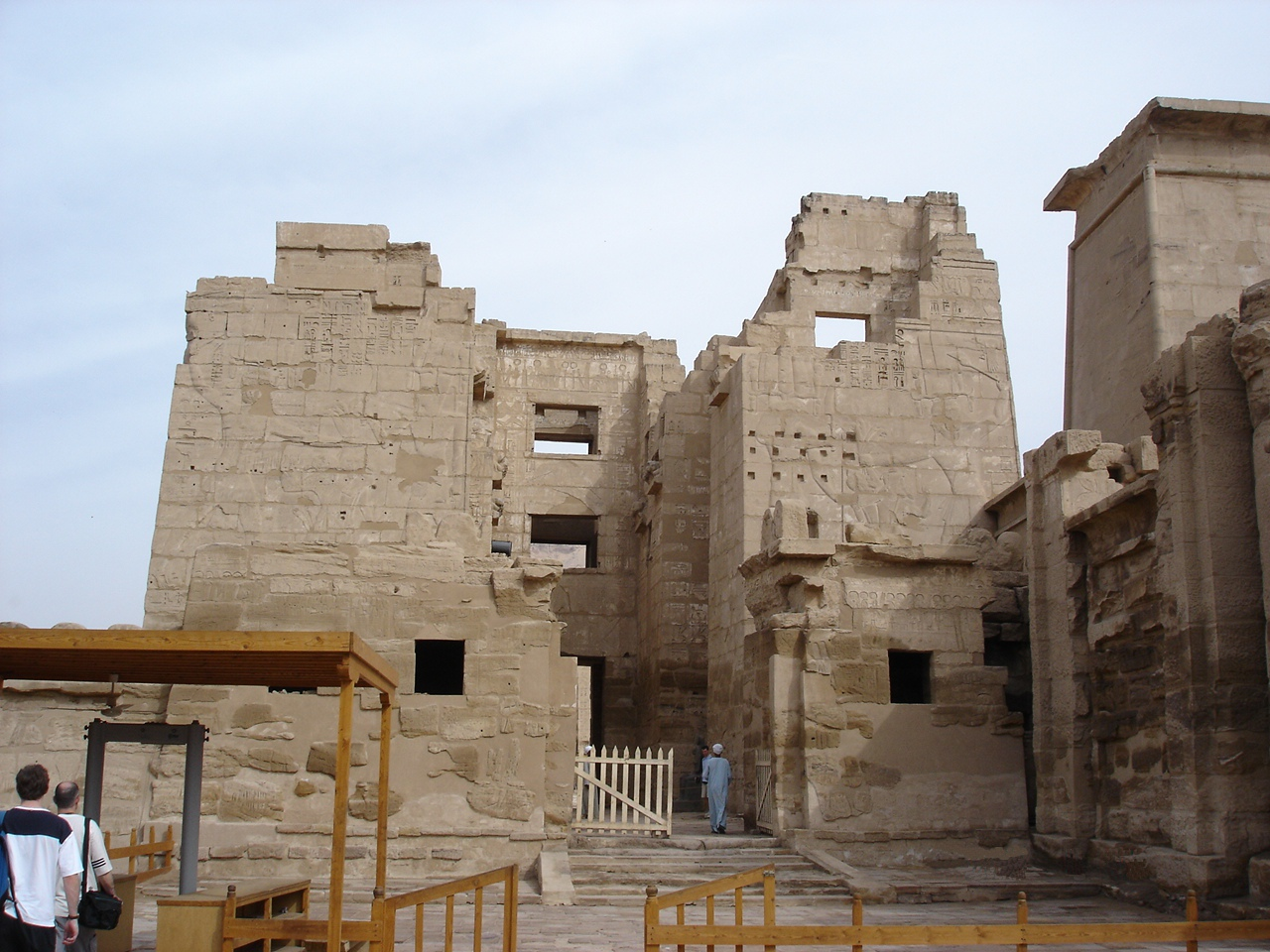
A főkapu

A Habu-körzet kerítőfalán két megerősített kapu volt, a templom mögötti nyugati fal kapuját a hivatalnokok, alkalmazottak és beszállítók használták, a keleti oldali „főkapu” pedig a Nílus felé biztosította  az összeköttetést. A turisták ma is ezen keresztül léphetnek be az épületkomplexumba. Ez a jellegzetes kapu 22 m magas és meglepő módon a nyugat-ázsiai migdolok (erődök) mintájára épült, domborműves díszítésén az ellenségeit eltaposó király látható. A kapu belsejében a bejárat fölött a királyi hárem termeit alakították ki, a domborművek itt gyönyörű hölgyek körében kényeztetve ábrázolják az uralkodót. Feltételezhető, hogy a király elleni összeesküvés is – amit korabeli papiruszok is alátámasztanak – e falak között szövődött.

## Előudvar
A hatalmas, 200 m széles és 60 m hosszú előudvar ma ugyan kopár, de az ókorban itt álltak a királyi testőrség és a királyi istállók épületei.

## Az isteni hitvesek kápolnái
A főkaputól balra található a XXV. és XXVI. dinasztia idején épített négy kápolna, melyek mindegyikét az Ámon isteni feleségeinek (tulajdonképpen: főpapnőknek) emeltek. Az első, „Anubisz szőlőskertje” I. Amenirdisz részére készült, a második I. Pszammetik fáraó lányának Nitókrisznak, a harmadik tulajdonosa II. Sepenupet, a negyediknek pedig Mehtienweszkhet, Nitókrisz édesanyja. A falakon a kiváló minőségű és jó állapotban fennmaradt domborművek a túlvilági életre szükséges élelmiszereket és áldozatokat ábrázolják. A hercegnőket a kápolnák padlózata alatt kialakított kis kriptákba temették.

## Amon temploma

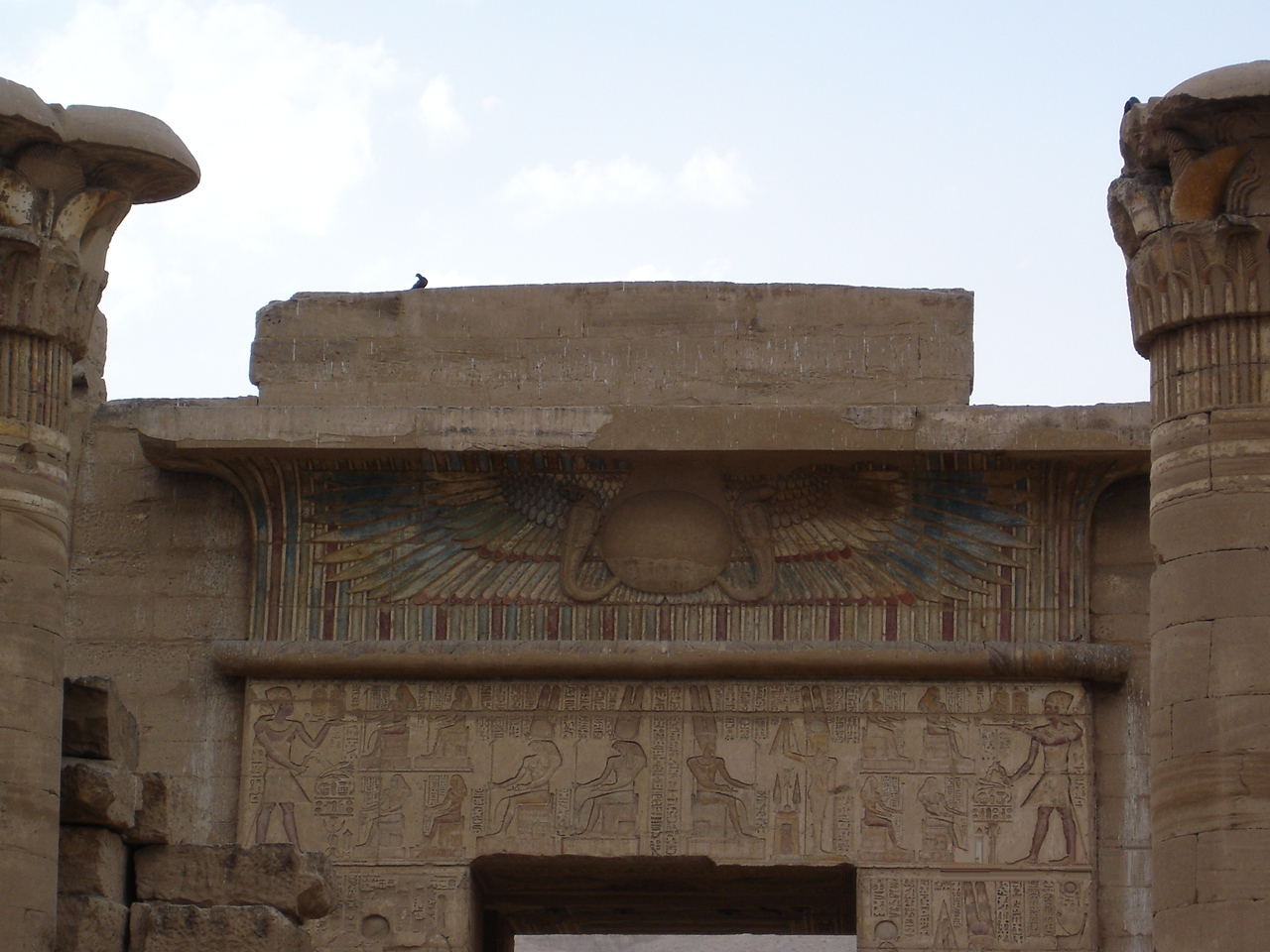
Amon temploma

Ókori nevén Dzseszer-iszet. A templomegyüttes legkorábbi építésű kis templomát még Hatsepszut és III. Thotmesz idején kezdték építeni Amon istennek szentelve. Ehnaton idején megrongálták, majd a vallási restauráció után Horemheb, I. Széthi és természetesen III. Ramszesz helyreállíttatta. A XXV.-XXVI. dinasztia uralkodói Sabaka núbiai király és Taharka egy pülonnal kibővítették, a XXIX. dinasztia uralkodója I. Nektanebosz azonban már csak uzurpálta elődei épületeit. VII. Ptolemaiosz egy 13,5 m magas oszlopsorral és egy – a közeli Ramesszeumból elhordott és újrafelhasznált kövekből – gyönyörűen festett új kapuzattal bővítette (lásd  fotó) a római időkben is működő templomot. A kis templomtól északra ma is megtalálható a szent tó és egy nilométer.

## III. Ramszesz halotti temploma

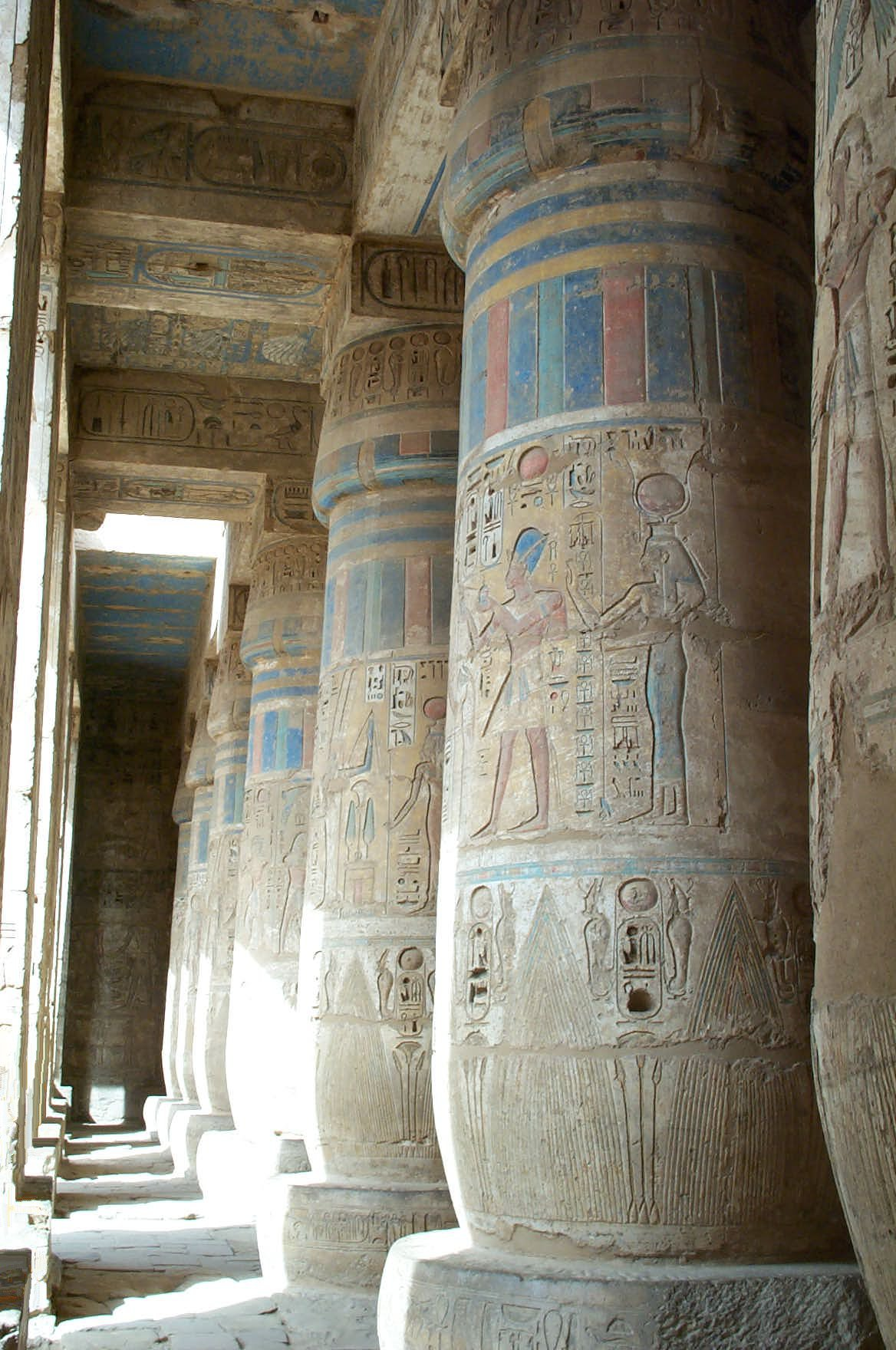
Az eredeti színek az oszlopokon

Ókori nevén Henemet-neheh.

### Az első pülon
„Amon nyugat-thébai birtokán az örökkévalósággal egyesült Uszermaatré-Meriamon temploma”
lenyűgöző első pülonja 27 méter magas és 65 méter széles és az Egyiptom ellenségeire lesújtó, őket Amon-Rének és Ré-Harahtinak felajánló fáraót ábrázolja gigantikus méretben. Ez a jelenet nagyon gyakran fordul elő az egyiptomi templomok díszítésében. III. Ramszesz az északi pülonon Alsó-Egyiptom vörös, a déli pülonon az egyesített vörös és fehér koronát viseli, demonstrálva ezzel az isteneknek, hogy ő a „Két Ország” királya. A templom külső falait is fontos történelmi csaták és nagy győzelmi jelenetek képei és elbeszélései borítják.

### Az első udvar
A templom első udvara 48×35 méteres, kettős rendeltetésű, mivel a déli fal mögött elhelyezkedő palota udvara is egyben. Ezen a falon nyílik az úgynevezett „megjelenések ablaka”, ahonnan az uralkodó figyelhette a templomban később bemutatott áldozatok előkészületeit, valamint innen jutalmazta meg papjait, főhivatalnokait is. Az ablakkal szemben a király hét hatalmas Ozirisz-pillére látható, az első pülon hátsó homlokzatán pedig a kívül megkezdett csatajelenetek folytatódnak, realisztikusan ábrázolva a háború borzalmait. Írnokok számolják a legyőzött, halott ellenség levágott kezeit és péniszeit, mivel ezek száma szolgált alapul a győztes katonák jutalmazásának. Az északi falra az udvari élet szokásos napi áldozatainak pontos rítusát vésték.

### A második udvar

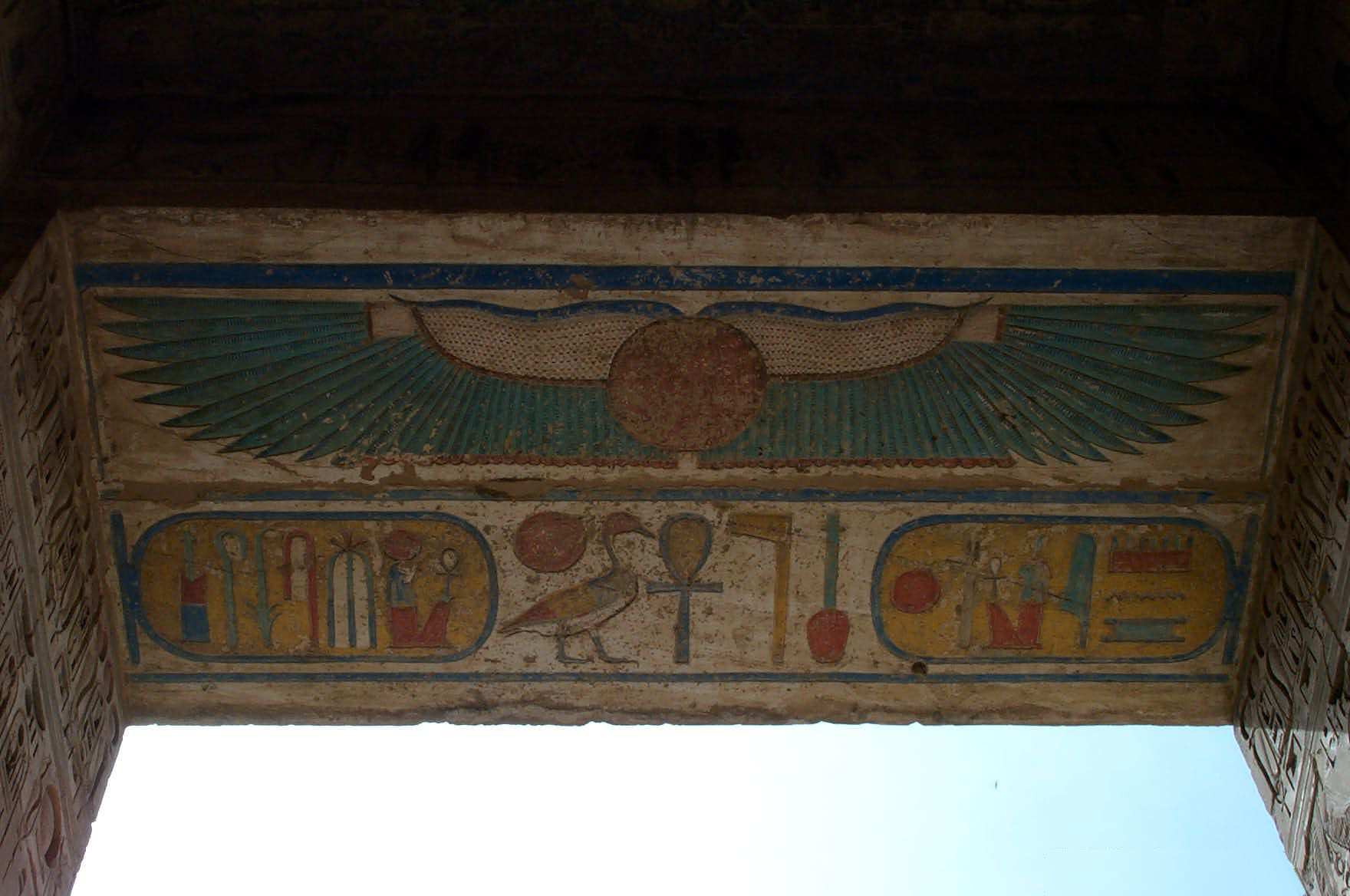
Szárnyas Napkorong és Ramszesz kartusai

Ez az udvar 38 méter hosszú és 42 méter széles, kolonnádját oldalt zárt, papirusz alakú oszlopok támasztják alá, szemben két oldalt Ozirisz-pillérek tartják. Sajnos ezeket a koptok a keresztény kor elején nagy mértékben megrongálták, mikor a templomot keresztény templommá alakították át. Kárpótolnak azonban a falak csodálatos élénk színekkel megmaradt festett domborművei, amik fontos, itt zajló fesztiválok és vallási jelenetek részleteibe engednek bepillantást.

### Első hüposztül csarnok

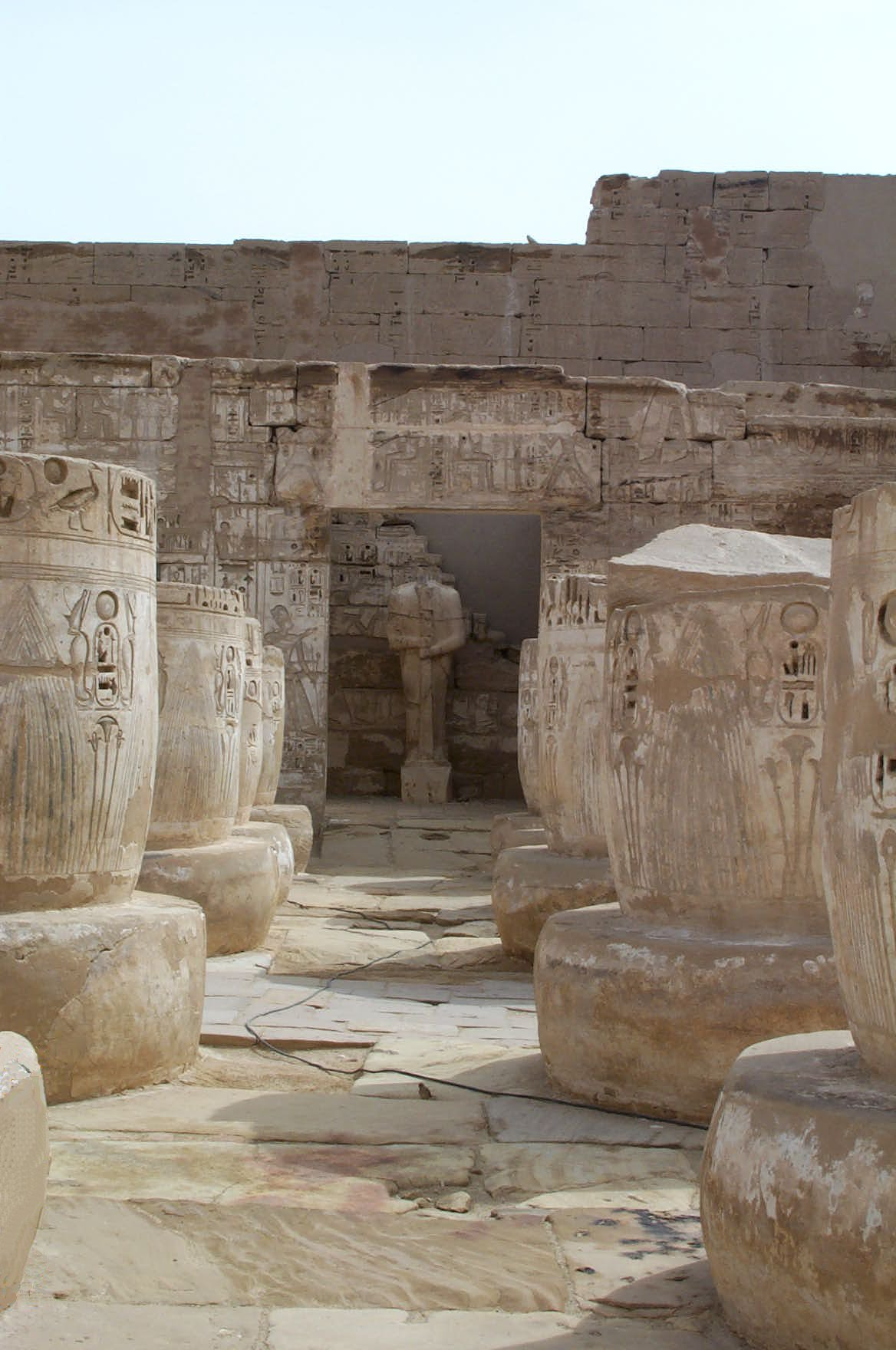
Ptah isten az első hüposztül csarnokban

E csarnok alaprajza a tipikus egyiptomi templomépítészet példája. A középtengely négy pár magasabb oszlopától jobbra és balra is tizenhat kisebb oszlop sorakozik, lehetővé téve így a terem mennyezetről történő megvilágítását az oldalablakokon keresztül. A padlózat hátrafelé haladva  emelkedik, a belmagasság pedig a szentély felé közeledve csökken, misztikus derengő fényt biztosítva itt a legtitkosabb szertartások elvégzéséhez. Sajnálatos, hogy ebben a látványban a templom e részének erősen megrongált állapota miatt nem részesülhetünk. Az oszlopokból és a középső falakból csak az alsó negyedük maradt meg, a felső részeket a későbbi uralkodók saját épületeikbe hordatták és  használták fel ismét. Az oldalkamrák és azok díszítései azonban jó állapotban maradtak, és festett ábrázolásaikból következtethetünk a kamrák funkcióira. Itt volt a például a templom kincstára is.

### Második és harmadik hüposztül csarnok
Ez a két csarnok nagyon rossz állapotban van, töredékes szobrokat  és oszlopokat láthatunk a thébai triász, Ámon, Mut és Honszu szentélyeiben. Érdekes jelenetet találunk egy kő áthidalón, ahol a térdelő király mögött páviánok hódolnak a napistennek. Az egyiptomiak a páviánok hajnali üvöltését a felkelő Nap köszöntéseként értelmezték.

## A királyi palota
A templomot körülvevő számos épület, ház, raktár, kaszárnya, műhely közül a legfontosabb a déli oldalon elhelyezkedő királyi palota. Ennek a hatalmas, valaha kétszintes agyagtégla épületnek ma már csak a romjai láthatók. Valószínűleg itt lakott III. Ramszesz, mikor felkereste a templomot, hogy áldozatot mutasson be az istenné lett ősei tiszteletére, vagy a  „megjelenések ablakán” keresztül figyelemmel kísérje az Opet-ünnepet és a völgy szép ünnepét.

## Külső hivatkozások
- (angol) 360°-os felvételek a templomról
- (angol) Medinet Habu a piramisok.hu-n
- (magyar) Medinet Habu képekben a KEMET = Az Ókori Egyiptom honlap képtárában